# Два життя (фільм, 1961)
Про однойменний грузинський радянський фільм див. Два життя (фільм, 1966)
«Два життя» (рос. Две жизни) — радянський фільм-драма 1961 року, знятий на Кіностудії ім. М. Горького.

## Сюжет
Початок 1960-х років. До французького порту заходить радянський круїзний лайнер. Троє чоловіків сходять на берег і заходять у невеликий ресторанчик. Один із них, Семен Востриков, уже літній чоловік, розповідає своїм молодим супутникам історію його участі в революційних подіях 1917 року.
На самому початку кінострічки Семен Востриков бере участь у подіях Лютневої революції 1917 року в Петрограді. Він, відмінний стрілець, убиває полковника, командира частини, в якій він служить, коли той віддає наказ відкрити вогонь по повстанцям. В ході тих же подій капітан Нащокін відчуває всю глибину краху Російської Імперії, якій він служив, і всього свого життя.
Період між двома революціями для Вострикова невідривно пов'язаний із його взаємовідносинами із сім'єю князів Нащокіних, в чиє коло він, молодий тоді без роду без племені солдат, потрапив волею випадку. Необачно закохавшись у вродливу, але безсердечно-холодну Ірину Нащокіну, він опиняється в центрі невеликої змови, організованої братом Ірини, зарозумілим офіцером Сергієм, з метою посміятися зі «санкюлотів», що увірували на хвилі змін в країні в рівність.
Породжений злим розіграшем і насмішкою конфлікт посилився тим, що Нащокін і Востриков опинилися по різні боки барикад і в політичному протиборстві прихильників буржуазії, до яких приєднався Нащокін, і борців за справу робітників і селян, більшовиків, чиї ідеали розділяє Востриков.
Безліч фатальних випадків, великих і дрібних подій приведуть до розв'язки внутрішнього протистояння Вострикова і Нащокіна, що збіглося з днем штурму Зимового палацу в жовтні 1917 року.
У фільмі присутні і другорядні персонажі зі своїми сюжетними лініями. Розповідаючи свою історію, постарілий Семен занадто занурений у спогади, щоби зрозуміти, що літній офіціант, який обслуговує його столик — все той же Сергій Нащокін. Колись зарозумілий і багатий, опинившись в еміграції, Нащокін змушений тепер прислуговувати людині, яку колись принизив, згораючи від страху, що той може його впізнати, як колись він «прислужував» йому в насмішку в 1917 році. Коли Семен і його супутники пішли, Сергій побачив на їхньому столику «забутий» Семеном срібний портсигар, яким колись запустив в обличчя «хама», який посмів колись полюбити його сестру і зізнатися їй у цьому відкрито. У фіналі фільму Семен Востріков одягнений в галіфе з червоними генеральськими лампасами (точно такими ж, як у царській армії), він — генерал-лейтенант Радянської армії.

## У ролях
- Микола Рибников —  Семен Востриков
- В'ячеслав Тихонов —  Сергій Нащокін
- Олена Гоголєва —  Нащокін
- Елла Нечаєва —  Нюша
- Маргарита Володіна —  Ірина Олександрівна Оболенська (Нащокіна)
- Алла Ларіонова —  Ніна
- Євген Шутов —  Іван Востриков
- Лев Поляков —  Микола Ігнатьєв
- Володимир Колчин —  Микола II
- Олексій Савостьянов — Михайло Володимирович Родзянко
- Станіслав Чекан —  Петренко
- Володимир Дружников —  Кирило Бороздін
- Лев Свердлін —  професор Бороздін
- Леонід Куравльов —  Митяй
- Сергій Гурзо —  Філька
- Василь Ліванов —  співрозмовник
- Лев Круглий —  співрозмовник-журналіст
- Георгій Юматов —  «Граф»
- Муза Крепкогорська —  Фрося
- Євген Моргунов —  Красавін
- Микола Хрящиков —  поліцмейстер  (немає в титрах)
- Володимир Гусєв —  швець  (немає в титрах)
- Галина Кравченко —  Вирубова  (немає в титрах)
- Клавдія Козльонкова —  швачка  (немає в титрах)
- Зінаїда Сорочинська —  швачка
- Тамара Яренко —  медсестра
- Роза Свердлова —  городянка
- Людмила Семенова —  городянка
- Михайло Васильєв —  солдат  (немає в титрах)
- Костянтин Барташевич —  Костянтин Михайлович, ад'ютант Половцева  (немає в титрах)
- Геннадій Болотов —  епізод

## Знімальна група
- Автор сценарію: Олексій Каплер
- Режисер: Леонід Луков
- Оператор: Михайло Кириллов
- Художник: Петро Пашкевич
- Композитор: Джон Тер-Татевосян